# Marton (Myddle, Broughton and Harmer Hill)
Marton – przysiółek w Anglii, w hrabstwie Shropshire. W latach 1870–1872 osada liczyła 143 mieszkańców.